# Forest Rangers Football Club
El Forest Rangers Football Club es un equipo de fútbol de Zambia que juega la Primera División de Zambia, la máxima categoría del país.

## Historia
Fue fundado en el año 1975 como equipo comunitario en Dola Hill Forest Station en Ndola y se unió a la Liga Amateur del Distrito de Ndola en 1976. Después de un período de 3 años, el club fue ascendido a la División 3 bajo la Liga Amateur del cinturón de cobre hasta el final de la temporada de fútbol de 1988. El club jugó al fútbol de la División 1 de 1989 a 1991.
Durante la temporada de fútbol de 1991, el club terminó como subcampeón en la competencia de la Copa de la Independencia después de perder 5-1 ante los entonces reyes del fútbol de Zambia, Nkana Football Club. Esto fue después de que el club eliminó al Mufulira Wanderers en la semifinal por un solo gol en el estadio Nkana. Al final de la misma temporada de fútbol, el club logró el ascenso a la División de Superliga.
El club permaneció en la División de la Superliga hasta el final del fútbol de 1994. Durante la temporada 1994, el club terminó entre los ocho mejores clubes de la División de la Superliga.
En 1995, los patrocinadores (ZAFFICO Limitado) bajo la política de medidas de ahorro de costes disolvió el equipo.
En 1998, el equipo se renovó a través del fútbol social. En 1999, el equipo se fusionó con el club Strikes Football Club y jugó en la División 1 con el nombre del club Forest Strikes Football Club hasta el año 2000.
En 2001, el club retuvo el nombre de Forest Rangers Football Club cuando ZAFFICO Limited se convirtió en el único patrocinador del club.
El rendimiento del club en la Premier League Football desde 2002 ha sido el siguiente:
- 2002 Jugó Super League Football
- 2003 Jugó fútbol de primera división
- 2004 Jugó Super League Football
- 2005 Jugó fútbol de primera división
- 2006 Jugó la Super League Football y terminó entre los ocho primeros
- 2007 Jugó Super League Football
- 2008 Jugó Supper División 1 Fútbol
- 2009 Jugó Supper League Football y terminó entre los ocho primeros
- 2010 Jugó fútbol de Supper League
- 2011 Jugó Super League Football
- 2012 jugó Super League Football
- 2013 Jugó la Superliga y descendió a la División 1 de fútbol
- 2014 Jugó la División 1: ganó la Liga y el ascenso a Super League Football

En la temporada 2019-20 de la Super League Football logra su boleto histórico a la Liga de Campeones de la CAF 2020-21 por primera vez en su historia, luego de que la Asociación de Fútbol de Zambia declarara que la fecha 27 finalizara la temporada, además de conseguir un subcampeonato.

## Colores
El vestuario más importante y tradicional ha sido el color verde.

## Palmarés
- Copa Coca Cola de Zambia: 1

2005

## Participación en competiciones de la CAF
| Temporada | Torneo                      | Ronda      | Club             | Casa | Visita | Global |
| --------- | --------------------------- | ---------- | ---------------- | ---- | ------ | ------ |
| 2020-21   | Liga de Campeones de la CAF | Preliminar | Bouenguidi Sport | 0-0  | 0-2    | 0-2    |